# Mandapam
Mandapam è una suddivisione dell'India, classificata come town panchayat, di 15.799 abitanti, situata nel distretto di Ramanathapuram, nello stato federato del Tamil Nadu. In base al numero di abitanti la città rientra nella classe IV (da 10.000 a 19.999 persone).

## Geografia fisica
La città è situata a 9° 16' 60 N e 79° 7' 0 E e ha un'altitudine di 8 m s.l.m..

## Società

### Evoluzione demografica
Al censimento del 2001 la popolazione di Mandapam assommava a 15.799 persone, delle quali 7.979 maschi e 7.820 femmine. I bambini di età inferiore o uguale ai sei anni assommavano a 2.064, dei quali 1.049 maschi e 1.015 femmine. Infine, coloro che erano in grado di saper almeno leggere e scrivere erano 11.154, dei quali 6.002 maschi e 5.152 femmine.